# 约翰逊修正案
约翰逊修正案（Johnson Amendment）于1954年由美國参议员、后来成为美国总统的林登·约翰逊提出。这项修正案修正了美國税例第501(c)(3)条，规定包括教会在内的免税团体在进行若干活动时将丧失免税地位。这些活动包括直接或间接地参与或干预任何政治运动，支持（或反对）竞选公职的任何候选人，提供候选人政治竞选经费或对其立场发表公开声明。
2017年2月2日，美國總統唐納·川普宣佈将废除约翰逊修正案。川普早在2016年美國總統選舉期間已表明，他一旦當選就會爭取廢除约翰逊修正案。

## 批評
一些基督教教会和牧师指出，美國政府实施约翰逊修正案的真实目的是通过给予他们免税资格来买断他们在政治上的发言权，禁止他们发表政治言论，特别是反对政府或竞选者观点和政策的言论，结果造成寒蟬效應，有些基督教教会因为害怕失去免税资格，让牧师在讲道台上刻意回避政治话题，特别是一些有争议的社会话题，例如堕胎、同性戀、安乐死、胚胎幹細胞研究等。因此当川普总统提出推翻约翰逊修正案时，很多基督教教会和牧师拍手称快。